# Discografia de Se7en

A discografia de Se7en um cantor sul-coreano de Pop e R&B, consiste em sete álbuns de estúdio, um álbum de compilação, quatro extended plays (EPs) e trinta e dois singles.

## Álbuns

### Álbuns de estúdio
| Título                                                                                   | Detalhes do álbum                                                                                     | Melhores posições nas paradas | Melhores posições nas paradas | Vendas         |
| Título                                                                                   | Detalhes do álbum                                                                                     | COR RIAK                      | JAP                           | Vendas         |
| Coreano                                                                                  | Coreano                                                                                               | Coreano                       | Coreano                       | Coreano        |
| ---------------------------------------------------------------------------------------- | --- | ----------------------------- | ----------------------------- | -------------- |
| Just Listen                                                                              | - Lançamento: 7 de março de 2003 - Gravadora: YG Entertainment - Formato: CD, download digital        | 4                             | —                             | - COR: 225,258 |
| Must Listen                                                                              | - Lançamento: 13 de julho de 2004 - Gravadora: YG Entertainment - Formato: CD, download digital       | 1                             | —                             | - COR: 173,783 |
| 24/Seven                                                                                 | - Lançamento: 8 de março de 2006 - Gravadora: YG Entertainment - Formato: CD, download digital        | 1                             | —                             | - COR: 108,066 |
| Sevolution                                                                               | - Lançamento: 1 de novembro de 2006 - Gravadora: YG Entertainment - Formato: CD, download digital     | 4                             | —                             | - COR: 55,400  |
| Chinês                                                                                   | |                               |                               |                |
| Must Listen                                                                              | - Lançamento: janeiro de 2006 - Gravadora: YG Entertainment - Formato: CD, download digital           | —                             | —                             |                |
| Japonês                                                                                  | |                               |                               |                |
| First Seven                                                                              | - Lançamento: 8 de março de 2006 - Gravadora: Nexstar Records - Formato: CD, download digital         | —                             | 15                            | - JAP: 18,710+ |
| Dangerman                                                                                | - Lançamento: 7 de dezembro de 2016 - Gravadora: Victor Entertainment - Formato: CD, download digital | —                             | 24                            | - JAP: 3,732   |
| "—" indica lançamentos que não figuraram nas paradas ou não foram lançados nessa região. | |                               |                               |                |

### Extended plays(EPs)
| Título                                                                                   | Detalhes do álbum                                                                                      | Melhores posições nas paradas | Melhores posições nas paradas | Vendas                  |
| Título                                                                                   | Detalhes do álbum                                                                                      | COR Gaon                      | JAP                           | Vendas                  |
| Coreano                                                                                  | Coreano                                                                                                | Coreano                       | Coreano                       | Coreano                 |
| ---------------------------------------------------------------------------------------- | --- | ----------------------------- | ----------------------------- | ----------------------- |
| Digital Bounce                                                                           | - Lançamento: 21 de julho de 2010 - Gravadora: YG Entertainment - Formato: CD, download digital        | 2                             | —                             | - COR: 24,604           |
| Seven New Mini Album                                                                     | - Lançamento: 1 de fevereiro de 2012 - Gravadora: YG Entertainment - Formato: CD, download digital     | 5                             | —                             | - COR: 16,274           |
| I Am Seven                                                                               | - Lançamento: 14 de outubro de 2016 - Gravadora: Eleven9 Entertainment - Formato: CD, download digital | 8                             | 233                           | - COR: 4,285 - JAP: 495 |
| Japonês                                                                                  | |                               |                               |                         |
| Somebody Else                                                                            | - Lançamento: 18 de janeiro de 2012 - Gravadora: YGEX - Formato: CD, download digital                  | —                             | 13                            | - JAP: 13,723           |
| "—" indica lançamentos que não figuraram nas paradas ou não foram lançados nessa região. | |                               |                               |                         |

### Álbuns de compilação
| Título         | Detalhes do álbum                                                                     | Melhores posições nas paradas | Vendas  |
| Título         | Detalhes do álbum                                                                     | JAP                           | Vendas  |
| Japonês        | Japonês                                                                               | Japonês                       | Japonês |
| -------------- | ------------------------------------------------------------------------------------- | ----------------------------- | ------- |
| Seven the Best | - Lançamento: 5 de setembro de 2012 - Gravadora: YGEX - Formato: CD, download digital | 19                            | 5,402   |

## Singles

### Como artista principal
| Título                                                                                   | Ano     | Melhores posições nas paradas | Melhores posições nas paradas | Melhores posições nas paradas | Vendas    | álbum                |
| Título                                                                                   | Ano     | Gaon Digital Chart            | Oricon Singles Chart          | Billboard Japan Hot 100       | Vendas    | álbum                |
| Coreano                                                                                  | Coreano | Coreano                       | Coreano                       | Coreano                       | Coreano   | Coreano              |
| ---------------------------------------------------------------------------------------- | ------- | ----------------------------- | ----------------------------- | ----------------------------- | --------- | -------------------- |
| "Come Back to Me" (hangul: 와줘; rr: Wajwo)                                              | 2003    | —                             | —                             | —                             |           | Just Listen          |
| "Once, Just Once" (hangul: 한번 단 한번; rr: Hanbeon Dan Hanbeon)                        | 2003    | —                             | —                             | —                             |           | Just Listen          |
| "I Just Wanna Be"                                                                        | 2003    | —                             | —                             | —                             |           | Just Listen          |
| "Baby I Like You Like That"                                                              | 2003    | —                             | —                             | —                             |           | Just Listen          |
| "Passion" hangul: 열정; rr: Yeoljeong                                                    | 2004    | —                             | —                             | —                             |           | Must Listen          |
| "Tattoo" hangul: 문신; rr: Munshin                                                       | 2004    | —                             | —                             | —                             |           | Must Listen          |
| "Crazy"                                                                                  | 2004    | —                             | —                             | —                             |           | Single sem álbum     |
| "I Know" (hangul: 난 알아요; rr: Nan Arayo)                                              | 2006    | —                             | —                             | —                             |           | 24/Seven             |
| "Come Back To Me Part 2" (hangul: 와줘 Part 2; rr: Wajwo Part 2)                         | 2006    | —                             | —                             | —                             |           | 24/Seven             |
| "La La La" (hangul: 라라라)                                                              | 2006    | —                             | —                             | —                             |           | 24/Seven             |
| "Be Good to You" (hangul: 잘할게; rr: Jal Halge)                                         | 2006    | —                             | —                             | —                             |           | 24/Seven             |
| "La La La (Remix)" (hangul: 라라라 (Remix))                                              | 2007    | —                             | —                             | —                             |           | Seven 747            |
| "Better Together"                                                                        | 2010    | 5                             | —                             | —                             | 1,629,015 | Digital Bounce       |
| "I'm Going Crazy"                                                                        | 2010    | 33                            | —                             | —                             |           | Digital Bounce       |
| "When I Can't Sing" (hangul: 내가 노래를 못해도; rr: Naega Noraereul Mothaedo)           | 2012    | 1                             | —                             | —                             | 2,394,257 | Se7en New Mini Album |
| "Somebody Else"                                                                          | 2012    | 36                            | —                             | —                             |           | Se7en New Mini Album |
| "Thank U" (hangul: 고마워; rr: Gomawo)                                                   | 2013    | —                             | —                             | —                             |           | Single sem álbum     |
| "I'm Good" (hangul: 괜찮아; rr: Gwaenchanha)                                             | 2016    | —                             | —                             | —                             |           | I Am Seven           |
| "Give It to Me"                                                                          | 2016    | —                             | —                             | —                             |           | I Am Seven           |
| Japonês                                                                                  |         |                               |                               |                               |           |                      |
| "Hikari" (光, Light)                                                                     | 2005    | —                             | 28                            | —                             |           | First Seven          |
| "Style"                                                                                  | 2005    | —                             | 10                            | —                             |           | First Seven          |
| "Start Line"                                                                             | 2005    | —                             | 4                             | —                             |           | First Seven          |
| "Forever"                                                                                | 2005    | —                             | 4                             | —                             |           | First Seven          |
| "I Wanna..."                                                                             | 2006    | —                             | 10                            | —                             |           | Seven the Best       |
| "Aitai" (会いたい, I Want to See You)                                                    | 2007    | —                             | 17                            | —                             |           | Seven the Best       |
| "Ari no Mama" (ありのまま, As It Is)                                                     | 2007    | —                             | 11                            | —                             |           | Seven the Best       |
| "Kimi Dake ni" (君だけに, Only You)                                                      | 2008    | —                             | —                             | —                             |           | Seven the Best       |
| "Love Again"                                                                             | 2012    | —                             | 10                            | —                             |           | Seven the Best       |
| "Arigatō" (ありがとう, Thank You)                                                        | 2013    | —                             | 10                            | —                             |           | Single sem álbum     |
| "Rainbow"                                                                                | 2016    | —                             | 8                             | 46                            | 15,075    | Dangerman            |
| "Dangerman"                                                                              | 2016    | —                             | —                             | —                             |           | Dangerman            |
| Americano                                                                                |         |                               |                               |                               |           |                      |
| "Girls" (com participação de Lil' Kim)                                                   | 2009    | —                             | —                             | —                             |           | Single sem álbum     |
| "—" indica lançamentos que não figuraram nas paradas ou não foram lançados nessa região. |         |                               |                               |                               |           |                      |

### Outras canções que entraram nas paradas musicais
| Título                                       | Ano  | Melhores posições nas paradas | Vendas | Álbum                |
| Título                                       | Ano  | Gaon Digital Chart            | Vendas | Álbum                |
| -------------------------------------------- | ---- | ----------------------------- | ------ | -------------------- |
| "Digital Bounce" (com participação de T.O.P) | 2010 | 22                            |        | Digital Bounce       |
| "Make Good Love"                             | 2012 | 73                            |        | Se7en New Mini Album |
| "Angel"                                      | 2012 | 61                            |        | Se7en New Mini Album |

## Como artista convidado
| Título                                   | Ano  | com outro(s) artista(s) | Álbum             |
| ---------------------------------------- | ---- | ----------------------- | ----------------- |
| "She's Mine"                             | 2004 | Wheesung                | Single sem álbum  |
| "Collision" (hangul: 충돌; rr: Chungdol) | 2004 | Taebin                  | Taebin of 1TYM    |
| "Real Love Story"                        | 2004 | Taebin, Wheesung        | Taebin of 1TYM    |
| "Song of Athletics" (chinês: 田径之歌)   | 2006 | Liu Xiang               | And Want You Know |
| "Take Control" (East Asia bonus track)   | 2007 | Amerie                  | Because I Love It |

## Trilhas sonoras
| Título                                                                      | Ano  | Álbum       |
| --------------------------------------------------------------------------- | ---- | ----------- |
| "Longing Is Useless" (hangul: 그리움도 안되겠죠; rr: Geuriumdo Andoegetjyo) | 2006 | Smile Again |

## Vídeo musicais
| Vídeo musical                              | Ano  | Duração | Notas                         |
| ------------------------------------------ | ---- | ------- | ----------------------------- |
| "Come Back to Me"                          | 2003 | 4:31    |                               |
| "Once, Just Once"                          | 2003 | 4:07    |                               |
| "Baby I Like You Like That"                | 2003 | 3:05    |                               |
| "Passion"                                  | 2004 | 3:28    |                               |
| "Tattoo"                                   | 2004 | 4:10    |                               |
| "Crazy"                                    | 2004 | 3:51    |                               |
| "Hikari"                                   | 2005 | 3:18    |                               |
| "Chiriboshi"                               | 2005 | 3:33    |                               |
| "Style"                                    | 2005 | 3:43    |                               |
| "Start Line"                               | 2005 | 4:24    |                               |
| "I Know" (com participação de Teddy)       | 2006 | 4:09    |                               |
| "Come Back to Me Part 2"                   | 2006 | 4:16    |                               |
| "I Wanna..."                               | 2006 |         |                               |
| "Be Good to You"                           | 2006 | 5:42    |                               |
| "La La La"                                 | 2006 | 4:35    |                               |
| "Aitai"                                    | 2007 |         |                               |
| "Ari no Mama"                              | 2007 |         |                               |
| "La La La (Remix)"                         | 2007 | 5:06    |                               |
| "All Night Long" (com participação de Ivy) | 2007 | 4:09    |                               |
| "Girls" (com participação de Lil' Kim)     | 2008 | 3:44    |                               |
| "Better Together"                          | 2010 | 3:44    |                               |
| "Better Together" (Dance Version)          | 2010 | 3:39    |                               |
| "I'm Going Crazy"                          | 2010 | 4:55    | com aparição de Park Han-byul |
| "Somebody Else"                            | 2012 | 3:47    |                               |
| "When I Can't Sing"                        | 2012 | 4:21    | com aparição de G-Dragon      |
| "Somebody Else" (versão coreana)           | 2012 | 3:47    |                               |
| "Love Again"                               | 2012 | 2:02    |                               |
| "Thank U"                                  | 2013 | 5:31    |                               |
| "Rainbow"                                  | 2016 | 2:01    |                               |
| "I'm Good"                                 | 2016 | 3:28    |                               |
| "Give It to Me"                            | 2016 | 3:18    |                               |
| "Dangerman"                                | 2016 | 1:31    |                               |